# România în lupta contra bolșevismului
România în lupta contra bolșevismului, cunoscut și sub numele Războiul Nostru Sfânt este un film românesc documentar din 1941 regizat de Paul Călinescu. Aparent este narat de Gheorghe Soare.

## Echipa
- Lucretia Drocan - asistent montaj
- George Marai - asistent sunet
- Alexandru Simionov - imagine
- Constantin Pantu - imagine
- Cornel Dumitrescu - imagine
- Eftimie Vasilescu - imagine
- George Popovici - imagine
- Ion Cosma - imagine
- Ovidiu Gologan - imagine
- Stefan Dominikowsky - imagine
- Vasile Gociu - imagine
- Wilfried Ott - imagine
- Ion Cantacuzino - comentariul
- Paul Călinescu - montaj
- Paul Constantinescu - muzica
- Anton Bielusici - sunet
- Victor Cantuniari - sunet

## Legături externe
https://www.cinemagia.ro/filme/romania-in-lupta-contra-bolsevismului-30055/